# Ponte sul Rino (Villa d'Almé)
Il ponte sul Rino è un ponte ferroviario in cemento armato costruito nel 1906 per la Ferrovia della Valle Brembana. Il ponte venne chiuso nel 1966, in seguito alla dismissione della linea ferroviaria. Oggi il sedime viene riutilizzato temporaneamente come pista ciclopedonale. Nel novembre del 2019 è stata annunciata la riattivazione del servizio su rotaia.

## Storia

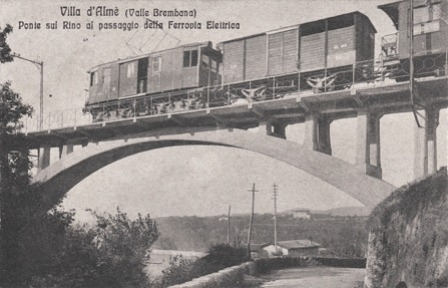
Il ponte intorno al 1910

Il ponte venne costruito dalla Società anonima Ferrovia della Valle Brembana nel 1906 nella prima tratta della Ferrovia Elettrica della Valle Brembana. Un tempo costruito come viadotto per attraversare il torrente Rino. Negli anni 1960, prima che la ferrovia fosse smantellata, il torrente venne interrato per costruire via Dante Alighieri nel territorio di Villa d'Almè. La progettazione venne affidata all'architetto milanese Romolo Squadrelli, che inoltre curò le stazioni da Bergamo a San Pellegrino e le opere edili (ponti, gallerie, ecc...). Nel 1966, in seguito alla chiusura della ferrovia, il ponte venne abbandonato come tutto il sedime. Nel 2018 venne creata temporaneamente sul sedime ferroviario una pista ciclopedonale, a completamento della Ciclovia Valle Brembana che collega Paladina a Piazza Brembana. Nel novembre 2019 venne annunciato il ripristino del servizio su rotaia fino a Villa d'Almè (stazione successiva). La fine dei lavori è prevista per il 2025.

## Tecnica e struttura

### La ferrovia della Valle Brembana
Il ponte è un ponte ad arco con contrafforti in cemento armato, è lungo 34 metri ed alto 15. Fu pensato per un solo binario come tutte le opere presenti lungo la ferrovia della Valle Brembana. In prossimità dell'inizio e della fine del ponte c'erano i piloni della linea aerea di contatto per l'alimentazione dei treni. Ai lati, sono presenti le originali barriere installate nel 1906 di protezione in caso di emergenza sul treno.

### L'abbandono dopo il 1966
Prima del 2018 la soletta era composta da una superficie di cemento armato con l'incavo dove scorrevano i binari, tolti nel 1968 con dei colpi di martello pneumatico (il bordo degli incavi risultava scheggiato e irregolare). Codesta superficie risultava consumata e in alcuni punti non stabile e a rischio crollo. Le barriere di protezione laterale erano arrugginite e in alcuni punti a rischio cedimento. Il viadotto era parzialmente coperto da vegetazione spontanea ed i suoi contrafforti  furono utilizzati da privati come deposito ad uso agricolo. I piloni per la linea aerea di contatto vennero rimossi negli anni 2000 poiché considerati pericolosi e a rischio crollo lungo la strada sottostante.

### L'adeguamento a pista ciclopedonale
Nel 2018 per l'adeguamento a pista ciclopedonale, venne creata una soletta di cemento alta 25 cm rispetto al sedime originale. Si rese necessaria la creazione di nuove barriere mantenendo le originali per ricordo della ferrovia. Venne tracciata la segnaletica orizzontale per le piste ciclopedonali. Anche il sedime prima e dopo il ponte venne rialzato per rendere naturale il dislivello creatosi durante l'adeguamento.

## La riattivazione
Il 9 novembre 2019 venne annunciato dalla attuale Ministra delle infrastrutture Paola De Micheli il finanziamento della linea tranviaria T2 che collega Bergamo a Villa d'Almé. Il progetto prevede che il passaggio della metrotranvia passi proprio sopra il viadotto. Secondo il progetto la metrotranvia è pensata a doppio binario; il ponte, fu pensato per un solo binario per la Ferrovia della Valle Brembana.